# Mas de n'Olives
El Mas d'en Olives, és un mas d'origen romà construit a inicis del segle XI (1001 d.c) situat al municipi de Ponts, a la comarca catalana de la Noguera.
És un habitatge unifamiliar aïllat, fet amb carreus irregulars e pedra i té cossos afegits d'ús camperol. La planta baixa, pis i golfa es caracteritzen per les seves obertures irregulars i el portal d'entrada pel seu arc de mig punt amb dovelles regulars i escut a la clau. Està cobert amb teula.

## Gravats de Mas d'en Olives
Prop del mas, en el marge dret del riu Segre, hi ha una roca amb els gravats de Mas de n'Olives, declarat Bé cultural d'interès nacional en la categoria de Zona arqueològica.
La roca té unes mides de 9 m en sentit vertical i uns 7,20 m en la seva part més ample. S'han identificat 81 figures les quals estan agrupades i representen diverses escenes. S'han agrupat els gravats en dos tipus segons la seva antiguitat, de figura i tècnica. Els dos tipus són esquemàtics i estan superposats. Només els gravats més moderns són figuratius i representen figures humanes.